# Lex mercatoria
Lex mercatoria (от лат. «обычное торговое право») — метод негосударственного регулирования отношений между участниками коммерческих отношений, представляющий собой определённую совокупность выработанных и применяемых ими правил поведения, действующих в течение длительного периода времени.
Lex mercatoria рассматривается с точки зрения трех концепций:
1. автономный правовой порядок, который формируется сторонами, участвующими в международных экономических отношениях, и существующий независимо от национальных правовых систем;
2. свод правил, альтернатива для применимого в данном споре национального закона;
3. дополнение к применяемой правовой системе в виде обычаев и обыкновений международной торговли.

Мнения по поводу определения lex mercatoria сильно разнятся. Г. Ф. Шершеневич придерживался взгляда, что данный «заведенный порядок в торговых делах не является юридически необходимым и фактически не имеет юридического характера. Его надлежит рассматривать только в рамках конкретных правоотношений между определенными субъектами, и придавать ему универсальный характер нельзя. Соответственно, при рассмотрении того или иного спора суд должен учитывать только те правила „заведенного порядка“, который стороны признали в качестве условий своего договора».
В Германии превалирует концепция отождествления с негосударственными актами коммерческого права или «soft law» (Принципы УНИДРУА). Во Франции lex mercatoria характеризуют посредством транснациональных принципов и норм, разработанными в ходе разрешения споров в международном коммерческом арбитраже.
Существует также точка зрения, которая гласит: lex mercatoria проявляется главным образом в обычаях, обыкновениях, практике, сформировавшейся в отдельных областях торговли и находящей выражение в стандартизированных контрактах (ISDA Master Agreement).
П. Маццакано представляет свое понимание lex mercatoria: «суть автономный глобальный правопорядок, который является одновременно негосударственным правом и правом, производным от государства (state-based law). Он не создается ни в государстве, ни исключительно в коммерции. Не хочу сказать, что lex mercatoria находится в зоне между фактом и вымыслом. Но оно является в каком-то смысле самопорождающим и самопорождающимся».
Г. Тойбнер рассматривает lex mercatoria с нескольких позиций: традиционная теория права не позволяет относить lex mercatoria к массиву правовых норм. Однако в связи с процессом глобализации, как замечает автор: «lex mercatoria стоит рассматривать в качестве позитивного права. Возможность применения норм lex mercatoria состоит в потенциале коллизионных норм, отсылающем к национальному праву». Посредством таких рассуждений он приходит к выводу, что lex mercatoria является самопорождаемой системой, представляющей собой не столько совокупность норм материального права, сколько процесс самоорганизации и самовоспроизводства.
По мнению Б. Голдмана, lex mercatoria «подобна почтенной старой леди, которая уже дважды исчезала с лица земли и дважды была реанимирована».
На основании приведённых мнений можно выявить присущие lex mercatoria признаки:
- автономность[7] от национальной правовой системы, имеет негосударственный характер;
- представляет собой правило поведения, фактически выполняющее функцию по минимизации пробелов[8] в праве;
- не препятствуют обращению к правовым системам государств;
- это своего рода система права, обязательная[9] только для сторон, присоединившихся к ним, например, посредством подписания договора.

## Принципы[10]
- pacta sunt servanda;
- экспроприация должна сопровождаться адекватной компенсацией[11];
- допустимость расторжения договора в случае существенного нарушения его контрагентом[12].

## Закрепление внормах права
Регулирование lex mercatoria осуществляется странами по-разному:
- в Германии позволено создавать арбитраж, выносящий решение не на основе права, а на основе справедливости[13], а данные «соображения справедливости» рассматриваются многими исследователями как основание применения lex mercatoria;
- в Швеции Закон о международном частном праве требует от арбитража применения принципа «наиболее тесной связи», однако ссылается также и на «нормы права» (regles du droit), позволяя использовать lex mercatoria в качестве права, применимого к существу спора[14];
- позиция английского суда состоит в наличии оговорки, которая состоит в «толковании соглашение по соображениям справедливости, а не строго юридически»[15];
- российское законодательство ориентировано на использование универсальных коллизионных привязок, признаваемых во всех странах судами, однако Закон РФ «О международном коммерческом арбитраже», в основу которого положен Типовой закон UNCITRAL, содержит допущение применения lex mercatoria (п. 1 ст. 28): «Третейский суд разрешает спор в соответствии с нормами права, которые стороны избрали в качестве применимого к существу спора»[16].